# 西バチュカ郡

西バチュカ郡
Западнобачки округ
Zapadnobački okrug
Nyugat-bácskai körzet

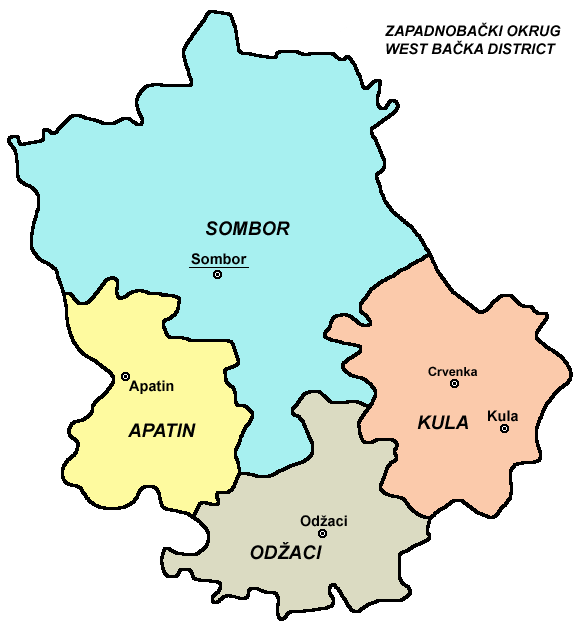

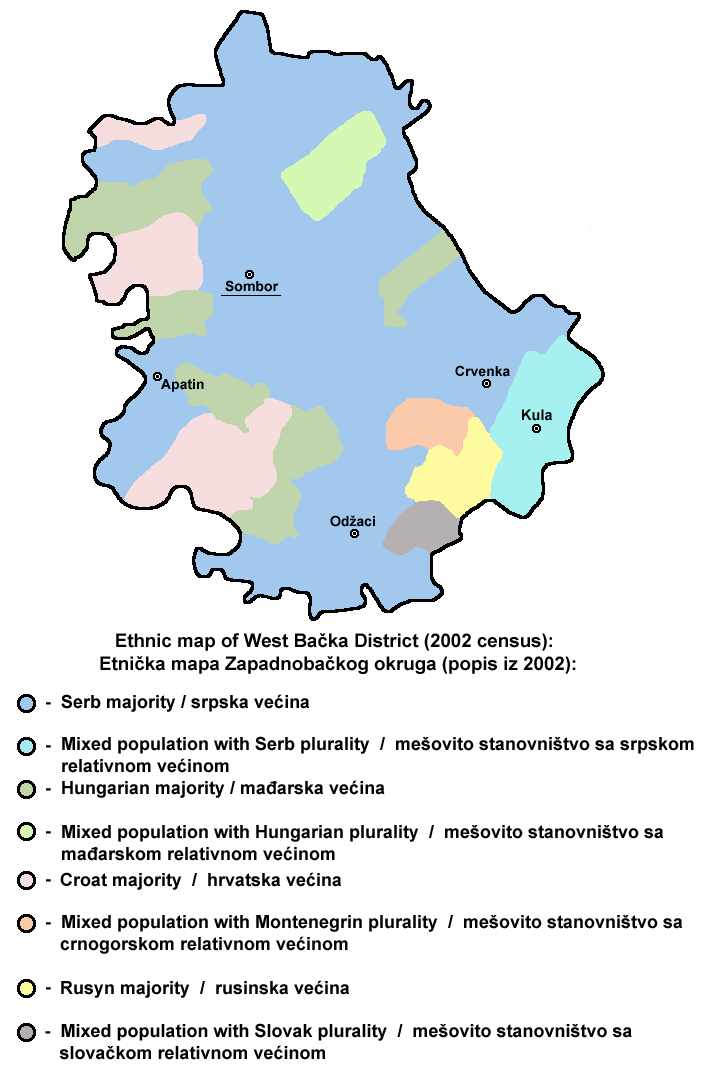

西バチュカ郡（にしバチュカぐん、セルビア語: Западнобачки округ,ハンガリー語: Nyugat-bácskai körzet,クロアチア語: Zapadnobački okrug,スロバキア語: Západnobáčsky okres,パンノニア・ルシン語:Заходнобачки окрух,ルーマニア語: Districtul Bacica de Vest）はセルビア北部ヴォイヴォディナ自治州、バチュカ地方（Bačka）に位置する郡。2002年の国勢調査による人口は215,916人で行政の中心都市（郡都）はソンボルである。

## 基礎自治体
西バチュカ郡は4つの基礎自治体によって構成されている。
- ソンボル（Sombor）
- アパティン（Apatin）
- オジャツィ（Odžaci）
- クラ（Kula）

## 民族構成
- セルビア人 (67.2%)
- ハンガリー人 (10.19%)
- クロアチア人 (6.05%)
- ユーゴスラビア人(3.21%)
- パンノニア・ルシン人 (2.58%)
- ブニェヴァツ人 (1.31%)
- その他

## 文化
郡都ソンボルには豊かな文化と伝統があり、カトリック教会やフランシスコ会修道院は18世紀以来のものである。ソンボル近郊のスタパル（Stapar）にある大小のセルビア正教教会のイコノスタシスは文化遺産に登録され保護されており、町の長い歴史の証人として耐えている。

## 経済
今日、ソンボルでは1,000km²の農地が広がりそのうち970km²が耕作に適した土地となっている。また、牛の飼育も重要な位置を占める。工業開発も大規模に進められており、金属関連やバッテリー、自動車関連の工場や造船所などが立地する。農業に関連した食品加工関連の産業も盛んである。